# مارتن يوهانسن
مارتن يوهانسن (بالدنماركية: Martin Johansen)‏ هو لاعب كرة قدم دنماركي في مركز الوسط، ولد في 22 يوليو 1972 في غلوستروب في الدنمارك. شارك مع منتخب الدنمارك تحت 21 سنة لكرة القدم ومنتخب الدنمارك لكرة القدم. أما مع النوادي، فقد لعب مع كوبنهاغن بولدكلوب وكوفنتري سيتي ونادي بولدكلوبين 1903 ونادي كوبنهاغن ونادي لينغبي ونادي نوردشيلاند.

## وصلات خارجية
- مارتن يوهانسن على موقع قاعدة بيانات كرة القدم.إي يو (الإنجليزية)
- مارتن يوهانسن على موقع ناشيونال فوتبول تيمز (الإنجليزية)
- مارتن يوهانسن على موقع عالم كرة القدم.نت (الإنجليزية)